# Középagy
A középagy (Mesencephalon) boltozatos része a tető (tectum vagy lamina tecti), ami két pár ikertestből, azaz négyes ikertelepből (corpora quadrigemina vagy colliculi supp. et inff.) szerveződik. A látódombok (a két felső ikertest) a fényingerekkel, a hallódombok (a két alsó ikertest) a hangingerekkel összefüggő tájékozódási reflexek központjai. A középagy középső része a sisak (tegmentum), amely átkapcsoló központ. Idegmagvai a vázizmok tónusát, a test egyensúlyának megtartását, a mozgások összerendezését szabályozzák. Az alsó részén elhelyezkedő agyszárak (crus cerebri) páros képződmények. A sisak és az agyszár együtt alkotja az agykocsányt (pedunculus cerebri). A két agykocsány között egy mély árok (fossa interpeduncularis) található, amelynek a sulcus oculomotorius nevű részénél található a hármas agyideg (nervus oculomotorius) agytörzsi kilépése. Az agykéreg motoros régióiból továbbítanak mozgató pályákat a híd és a nyúltvelő felé.